# Antony Higginbotham
Antony Higginbotham (né le 16 décembre 1989)  est un homme politique britannique conservateur qui est député pour Burnley de 2019 à 2024.

## Jeunesse
Higginbotham est né à Haslingden, Rossendale, Lancashire. Il fréquente le lycée Haslingden et étudie la politique britannique à l'Université de Hull, et après avoir obtenu son diplôme, il travaille brièvement pour le NHS. Il obtient ensuite un diplôme d'études supérieures en droit à la City Law School. Avant de devenir député, il travaille comme banquier chez NatWest.

## Carrière politique
Alors qu'il vit à Londres, il se présente en vain dans le quartier Peninsula lors de l'élection 2018 du Greenwich London Borough Council.
Il se présente pour le siège de Burnley pour le Parti conservateur aux élections générales de 2019, faisant campagne sur une plate-forme pro-Brexit dans une région qui a voté à 66,6% en faveur du Brexit lors du Référendum sur l'appartenance du Royaume-Uni à l'Union européenne. Il remporte le siège sur la sortante Julie Cooper, devenant le premier député conservateur de la circonscription depuis Gerald Arbuthnot en 1910,.

## Vie privée
Higginbotham est ouvertement gay et l'un des 20 députés LGBT + conservateurs.